# 1461
Portal Geschichte | Portal Biografien | Aktuelle Ereignisse | Jahreskalender | Tagesartikel

◄ |
14. Jahrhundert |
15. Jahrhundert
| 16. Jahrhundert | ►

◄ |
1430er |
1440er |
1450er |
1460er
| 1470er | 1480er | 1490er | ►

◄◄ |
◄ |
1457 |
1458 |
1459 |
1460 |
1461
| 1462 | 1463 | 1464 | 1465 | ► | ►►
Staatsoberhäupter  · Nekrolog
| Januar | Januar | Januar | Januar | Januar | Januar | Januar | Januar |
| Kw     | Mo     | Di     | Mi     | Do     | Fr     | Sa     | So     |
| ------ | ------ | ------ | ------ | ------ | ------ | ------ | ------ |
| 1      |        |        |        | 1      | 2      | 3      | 4      |
| 2      | 5      | 6      | 7      | 8      | 9      | 10     | 11     |
| 3      | 12     | 13     | 14     | 15     | 16     | 17     | 18     |
| 4      | 19     | 20     | 21     | 22     | 23     | 24     | 25     |
| 5      | 26     | 27     | 28     | 29     | 30     | 31     |        |

| Februar | Februar | Februar | Februar | Februar | Februar | Februar | Februar |
| Kw      | Mo      | Di      | Mi      | Do      | Fr      | Sa      | So      |
| ------- | ------- | ------- | ------- | ------- | ------- | ------- | ------- |
| 5       |         |         |         |         |         |         | 1       |
| 6       | 2       | 3       | 4       | 5       | 6       | 7       | 8       |
| 7       | 9       | 10      | 11      | 12      | 13      | 14      | 15      |
| 8       | 16      | 17      | 18      | 19      | 20      | 21      | 22      |
| 9       | 23      | 24      | 25      | 26      | 27      | 28      |         |

| März | März | März | März | März | März | März | März |
| Kw   | Mo   | Di   | Mi   | Do   | Fr   | Sa   | So   |
| ---- | ---- | ---- | ---- | ---- | ---- | ---- | ---- |
| 9    |      |      |      |      |      |      | 1    |
| 10   | 2    | 3    | 4    | 5    | 6    | 7    | 8    |
| 11   | 9    | 10   | 11   | 12   | 13   | 14   | 15   |
| 12   | 16   | 17   | 18   | 19   | 20   | 21   | 22   |
| 13   | 23   | 24   | 25   | 26   | 27   | 28   | 29   |
| 14   | 30   | 31   |      |      |      |      |      |

| April | April | April | April | April | April | April | April |
| Kw    | Mo    | Di    | Mi    | Do    | Fr    | Sa    | So    |
| ----- | ----- | ----- | ----- | ----- | ----- | ----- | ----- |
| 14    |       |       | 1     | 2     | 3     | 4     | 5     |
| 15    | 6     | 7     | 8     | 9     | 10    | 11    | 12    |
| 16    | 13    | 14    | 15    | 16    | 17    | 18    | 19    |
| 17    | 20    | 21    | 22    | 23    | 24    | 25    | 26    |
| 18    | 27    | 28    | 29    | 30    |       |       |       |

| Mai | Mai | Mai | Mai | Mai | Mai | Mai | Mai |
| Kw  | Mo  | Di  | Mi  | Do  | Fr  | Sa  | So  |
| --- | --- | --- | --- | --- | --- | --- | --- |
| 18  |     |     |     |     | 1   | 2   | 3   |
| 19  | 4   | 5   | 6   | 7   | 8   | 9   | 10  |
| 20  | 11  | 12  | 13  | 14  | 15  | 16  | 17  |
| 21  | 18  | 19  | 20  | 21  | 22  | 23  | 24  |
| 22  | 25  | 26  | 27  | 28  | 29  | 30  | 31  |

| Juni | Juni | Juni | Juni | Juni | Juni | Juni | Juni |
| Kw   | Mo   | Di   | Mi   | Do   | Fr   | Sa   | So   |
| ---- | ---- | ---- | ---- | ---- | ---- | ---- | ---- |
| 23   | 1    | 2    | 3    | 4    | 5    | 6    | 7    |
| 24   | 8    | 9    | 10   | 11   | 12   | 13   | 14   |
| 25   | 15   | 16   | 17   | 18   | 19   | 20   | 21   |
| 26   | 22   | 23   | 24   | 25   | 26   | 27   | 28   |
| 27   | 29   | 30   |      |      |      |      |      |

| Juli | Juli | Juli | Juli | Juli | Juli | Juli | Juli |
| Kw   | Mo   | Di   | Mi   | Do   | Fr   | Sa   | So   |
| ---- | ---- | ---- | ---- | ---- | ---- | ---- | ---- |
| 27   |      |      | 1    | 2    | 3    | 4    | 5    |
| 28   | 6    | 7    | 8    | 9    | 10   | 11   | 12   |
| 29   | 13   | 14   | 15   | 16   | 17   | 18   | 19   |
| 30   | 20   | 21   | 22   | 23   | 24   | 25   | 26   |
| 31   | 27   | 28   | 29   | 30   | 31   |      |      |

| August | August | August | August | August | August | August | August |
| Kw     | Mo     | Di     | Mi     | Do     | Fr     | Sa     | So     |
| ------ | ------ | ------ | ------ | ------ | ------ | ------ | ------ |
| 31     |        |        |        |        |        | 1      | 2      |
| 32     | 3      | 4      | 5      | 6      | 7      | 8      | 9      |
| 33     | 10     | 11     | 12     | 13     | 14     | 15     | 16     |
| 34     | 17     | 18     | 19     | 20     | 21     | 22     | 23     |
| 35     | 24     | 25     | 26     | 27     | 28     | 29     | 30     |
| 36     | 31     |        |        |        |        |        |        |

| September | September | September | September | September | September | September | September |
| Kw        | Mo        | Di        | Mi        | Do        | Fr        | Sa        | So        |
| --------- | --------- | --------- | --------- | --------- | --------- | --------- | --------- |
| 36        |           | 1         | 2         | 3         | 4         | 5         | 6         |
| 37        | 7         | 8         | 9         | 10        | 11        | 12        | 13        |
| 38        | 14        | 15        | 16        | 17        | 18        | 19        | 20        |
| 39        | 21        | 22        | 23        | 24        | 25        | 26        | 27        |
| 40        | 28        | 29        | 30        |           |           |           |           |

| Oktober | Oktober | Oktober | Oktober | Oktober | Oktober | Oktober | Oktober |
| Kw      | Mo      | Di      | Mi      | Do      | Fr      | Sa      | So      |
| ------- | ------- | ------- | ------- | ------- | ------- | ------- | ------- |
| 40      |         |         |         | 1       | 2       | 3       | 4       |
| 41      | 5       | 6       | 7       | 8       | 9       | 10      | 11      |
| 42      | 12      | 13      | 14      | 15      | 16      | 17      | 18      |
| 43      | 19      | 20      | 21      | 22      | 23      | 24      | 25      |
| 44      | 26      | 27      | 28      | 29      | 30      | 31      |         |

| November | November | November | November | November | November | November | November |
| Kw       | Mo       | Di       | Mi       | Do       | Fr       | Sa       | So       |
| -------- | -------- | -------- | -------- | -------- | -------- | -------- | -------- |
| 44       |          |          |          |          |          |          | 1        |
| 45       | 2        | 3        | 4        | 5        | 6        | 7        | 8        |
| 46       | 9        | 10       | 11       | 12       | 13       | 14       | 15       |
| 47       | 16       | 17       | 18       | 19       | 20       | 21       | 22       |
| 48       | 23       | 24       | 25       | 26       | 27       | 28       | 29       |
| 49       | 30       |          |          |          |          |          |          |

| Dezember | Dezember | Dezember | Dezember | Dezember | Dezember | Dezember | Dezember |
| Kw       | Mo       | Di       | Mi       | Do       | Fr       | Sa       | So       |
| -------- | -------- | -------- | -------- | -------- | -------- | -------- | -------- |
| 49       |          | 1        | 2        | 3        | 4        | 5        | 6        |
| 50       | 7        | 8        | 9        | 10       | 11       | 12       | 13       |
| 51       | 14       | 15       | 16       | 17       | 18       | 19       | 20       |
| 52       | 21       | 22       | 23       | 24       | 25       | 26       | 27       |
| 53       | 28       | 29       | 30       | 31       |          |          |          |

| Januar | Januar | Januar | Januar | Januar | Januar | Januar | Januar |
| Kw     | Mo     | Di     | Mi     | Do     | Fr     | Sa     | So     |
| ------ | ------ | ------ | ------ | ------ | ------ | ------ | ------ |
| 1      |        |        |        | 1      | 2      | 3      | 4      |
| 2      | 5      | 6      | 7      | 8      | 9      | 10     | 11     |
| 3      | 12     | 13     | 14     | 15     | 16     | 17     | 18     |
| 4      | 19     | 20     | 21     | 22     | 23     | 24     | 25     |
| 5      | 26     | 27     | 28     | 29     | 30     | 31     |        |

| Februar | Februar | Februar | Februar | Februar | Februar | Februar | Februar |
| Kw      | Mo      | Di      | Mi      | Do      | Fr      | Sa      | So      |
| ------- | ------- | ------- | ------- | ------- | ------- | ------- | ------- |
| 5       |         |         |         |         |         |         | 1       |
| 6       | 2       | 3       | 4       | 5       | 6       | 7       | 8       |
| 7       | 9       | 10      | 11      | 12      | 13      | 14      | 15      |
| 8       | 16      | 17      | 18      | 19      | 20      | 21      | 22      |
| 9       | 23      | 24      | 25      | 26      | 27      | 28      |         |

| März | März | März | März | März | März | März | März |
| Kw   | Mo   | Di   | Mi   | Do   | Fr   | Sa   | So   |
| ---- | ---- | ---- | ---- | ---- | ---- | ---- | ---- |
| 9    |      |      |      |      |      |      | 1    |
| 10   | 2    | 3    | 4    | 5    | 6    | 7    | 8    |
| 11   | 9    | 10   | 11   | 12   | 13   | 14   | 15   |
| 12   | 16   | 17   | 18   | 19   | 20   | 21   | 22   |
| 13   | 23   | 24   | 25   | 26   | 27   | 28   | 29   |
| 14   | 30   | 31   |      |      |      |      |      |

| April | April | April | April | April | April | April | April |
| Kw    | Mo    | Di    | Mi    | Do    | Fr    | Sa    | So    |
| ----- | ----- | ----- | ----- | ----- | ----- | ----- | ----- |
| 14    |       |       | 1     | 2     | 3     | 4     | 5     |
| 15    | 6     | 7     | 8     | 9     | 10    | 11    | 12    |
| 16    | 13    | 14    | 15    | 16    | 17    | 18    | 19    |
| 17    | 20    | 21    | 22    | 23    | 24    | 25    | 26    |
| 18    | 27    | 28    | 29    | 30    |       |       |       |

| Mai | Mai | Mai | Mai | Mai | Mai | Mai | Mai |
| Kw  | Mo  | Di  | Mi  | Do  | Fr  | Sa  | So  |
| --- | --- | --- | --- | --- | --- | --- | --- |
| 18  |     |     |     |     | 1   | 2   | 3   |
| 19  | 4   | 5   | 6   | 7   | 8   | 9   | 10  |
| 20  | 11  | 12  | 13  | 14  | 15  | 16  | 17  |
| 21  | 18  | 19  | 20  | 21  | 22  | 23  | 24  |
| 22  | 25  | 26  | 27  | 28  | 29  | 30  | 31  |

| Juni | Juni | Juni | Juni | Juni | Juni | Juni | Juni |
| Kw   | Mo   | Di   | Mi   | Do   | Fr   | Sa   | So   |
| ---- | ---- | ---- | ---- | ---- | ---- | ---- | ---- |
| 23   | 1    | 2    | 3    | 4    | 5    | 6    | 7    |
| 24   | 8    | 9    | 10   | 11   | 12   | 13   | 14   |
| 25   | 15   | 16   | 17   | 18   | 19   | 20   | 21   |
| 26   | 22   | 23   | 24   | 25   | 26   | 27   | 28   |
| 27   | 29   | 30   |      |      |      |      |      |

| Juli | Juli | Juli | Juli | Juli | Juli | Juli | Juli |
| Kw   | Mo   | Di   | Mi   | Do   | Fr   | Sa   | So   |
| ---- | ---- | ---- | ---- | ---- | ---- | ---- | ---- |
| 27   |      |      | 1    | 2    | 3    | 4    | 5    |
| 28   | 6    | 7    | 8    | 9    | 10   | 11   | 12   |
| 29   | 13   | 14   | 15   | 16   | 17   | 18   | 19   |
| 30   | 20   | 21   | 22   | 23   | 24   | 25   | 26   |
| 31   | 27   | 28   | 29   | 30   | 31   |      |      |

| August | August | August | August | August | August | August | August |
| Kw     | Mo     | Di     | Mi     | Do     | Fr     | Sa     | So     |
| ------ | ------ | ------ | ------ | ------ | ------ | ------ | ------ |
| 31     |        |        |        |        |        | 1      | 2      |
| 32     | 3      | 4      | 5      | 6      | 7      | 8      | 9      |
| 33     | 10     | 11     | 12     | 13     | 14     | 15     | 16     |
| 34     | 17     | 18     | 19     | 20     | 21     | 22     | 23     |
| 35     | 24     | 25     | 26     | 27     | 28     | 29     | 30     |
| 36     | 31     |        |        |        |        |        |        |

| September | September | September | September | September | September | September | September |
| Kw        | Mo        | Di        | Mi        | Do        | Fr        | Sa        | So        |
| --------- | --------- | --------- | --------- | --------- | --------- | --------- | --------- |
| 36        |           | 1         | 2         | 3         | 4         | 5         | 6         |
| 37        | 7         | 8         | 9         | 10        | 11        | 12        | 13        |
| 38        | 14        | 15        | 16        | 17        | 18        | 19        | 20        |
| 39        | 21        | 22        | 23        | 24        | 25        | 26        | 27        |
| 40        | 28        | 29        | 30        |           |           |           |           |

| Oktober | Oktober | Oktober | Oktober | Oktober | Oktober | Oktober | Oktober |
| Kw      | Mo      | Di      | Mi      | Do      | Fr      | Sa      | So      |
| ------- | ------- | ------- | ------- | ------- | ------- | ------- | ------- |
| 40      |         |         |         | 1       | 2       | 3       | 4       |
| 41      | 5       | 6       | 7       | 8       | 9       | 10      | 11      |
| 42      | 12      | 13      | 14      | 15      | 16      | 17      | 18      |
| 43      | 19      | 20      | 21      | 22      | 23      | 24      | 25      |
| 44      | 26      | 27      | 28      | 29      | 30      | 31      |         |

| November | November | November | November | November | November | November | November |
| Kw       | Mo       | Di       | Mi       | Do       | Fr       | Sa       | So       |
| -------- | -------- | -------- | -------- | -------- | -------- | -------- | -------- |
| 44       |          |          |          |          |          |          | 1        |
| 45       | 2        | 3        | 4        | 5        | 6        | 7        | 8        |
| 46       | 9        | 10       | 11       | 12       | 13       | 14       | 15       |
| 47       | 16       | 17       | 18       | 19       | 20       | 21       | 22       |
| 48       | 23       | 24       | 25       | 26       | 27       | 28       | 29       |
| 49       | 30       |          |          |          |          |          |          |

| Dezember | Dezember | Dezember | Dezember | Dezember | Dezember | Dezember | Dezember |
| Kw       | Mo       | Di       | Mi       | Do       | Fr       | Sa       | So       |
| -------- | -------- | -------- | -------- | -------- | -------- | -------- | -------- |
| 49       |          | 1        | 2        | 3        | 4        | 5        | 6        |
| 50       | 7        | 8        | 9        | 10       | 11       | 12       | 13       |
| 51       | 14       | 15       | 16       | 17       | 18       | 19       | 20       |
| 52       | 21       | 22       | 23       | 24       | 25       | 26       | 27       |
| 53       | 28       | 29       | 30       | 31       |          |          |          |

## Ereignisse

### Politik und Weltgeschehen

#### England / Rosenkriege

Das Haus York blieb 1461 siegreich gegen das Haus Lancaster.

Edward, Earl of March, der nach dem Tod seines Vaters Richard Plantagenet, 3. Duke of York im Dezember des Vorjahres das Haus York in den Rosenkriegen anführt, besiegt am 2. Februar die Lancastrianer unter Owen Tudor und Jasper Tudor, 1. Duke of Bedford, in der Schlacht von Mortimer’s Cross. Am 17. Februar kommt es zur Zweiten Schlacht von St Albans, in der die Yorkisten unter Richard Neville, 16. Earl of Warwick, dem Haus Lancaster unter Margarete von Anjou unterliegen.
Am 28. März endet die kleinere Schlacht bei Ferrybridge unentschieden. Doch schon am nächsten Tag kommt es zur blutigsten je auf englischen Boden geschlagenen Schlacht: Das Haus York gewinnt die Schlacht von Towton gegen das Haus Lancaster, der Weg auf den englischen Thron ist für Edward IV. frei. Am 28. Juni wird er zum König gekrönt.

#### Heiliges Römisches Reich
- 21. August: Papst Pius II. bannt den Erzbischof und Kurfürsten von Mainz, Diether von Isenburg, der vor zwei Jahren nur mit knapper Mehrheit die Wahl gegen Adolf von Nassau gewonnen hat. Er begründet den Bann mit Diethers Opposition zum Papst und zu Kaiser Friedrich III.
- Adolf von Nassau wird vom Papst zum neuen Mainzer Erzbischof ernannt und am 1. Oktober inthronisiert. Die Freie Stadt Mainz unterstützt jedoch weiterhin Diether, der sich weigert, den Erzstuhl zu räumen. Die Mainzer Stiftsfehde beginnt. Adolf verbündet sich mit dem Trierer Erzbischof Johann II. von Baden, dem Bischof Georg von Metz, dem Speyerer Bischof Johannes II. Nix von Hoheneck und dem Grafen Ulrich V. von Württemberg. Markgraf Karl I. von Baden versucht zunächst, zwischen den zerstrittenen Lagern zu vermitteln, ergreift dann aber doch Adolfs Partei. Auf Seiten Diethers stehen der Stadtrat von Mainz, sein Bruder Ludwig sowie Kurfürst Friedrich von der Pfalz, ursprünglich ein Feind Diethers. Für seine Hilfe erhält Friedrich die Städte Lorsch, Heppenheim und Bensheim.

#### Frankreich

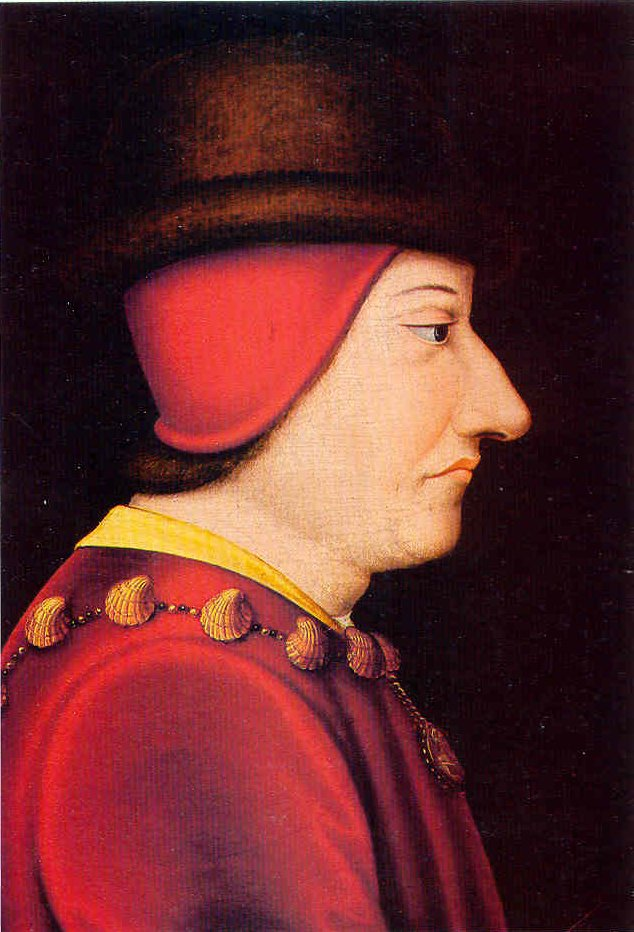
Ludwig XI. von Frankreich

Der französische König Karl VII. stirbt am 22. Juli im Alter von 58 Jahren in Mehun-sur-Yèvre an einem Mundabszess und wird in der Kathedrale von Saint-Denis beigesetzt. Ihm folgt sein ältester Sohn Ludwig XI. auf den Thron. Der erklärte Feind seines Vaters beginnt sofort mit der Verfolgung der alten Räte. Insbesondere das Haus Burgund und der Herzog der Bretagne sind davon betroffen.

#### Osmanisches Reich / Trapezunt

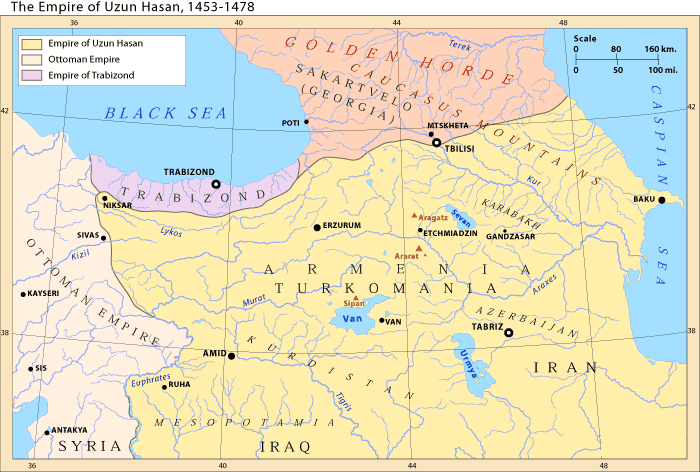
Das Reich Trapezunt bei seiner Eroberung 1461, südlich das verbündete Reich der Weißen Hammel unter Uzun Hasan

Das griechische Reich von Trapezunt an der südöstlichen Schwarzmeerküste kapituliert am 15. August nach kurzer Belagerung der Hauptstadt Trapezunt vor den osmanischen Truppen. Der letzte Kaiser David Komnenos wird mit seiner Familie nach dem Untergang des letzten oströmischen Teilreiches nach Konstantinopel, später nach Adrianopel verbracht und lebt dort vorläufig als „Pensionär“ des Osmanischen Reichs. Vom Römischen Reich ist damit nur noch die Stadt Monemvasia auf der griechischen Halbinsel Peloponnes übrig, die 1464 venezianisches Protektorat wird. Die Hagia Sophia in Trapezunt wird in der Folge zur Moschee umgewandelt.

#### Entdeckungsfahrten
Der portugiesische Seefahrer Pedro de Sintra erreicht die Küste von Sierra Leone und die Pfefferküste im heutigen Liberia.

#### Urkundliche Ersterwähnungen
Die Orte Crémines und Heiden werden erstmals urkundlich erwähnt.

### Religion
- Nach dem Tod von Sigismund I. von Volkersdorf am 3. November wird Burkhard von Weißpriach sein Nachfolger als Erzbischof von Salzburg.

## Geboren

### Geburtsdatum gesichert
- 19. Februar: Domenico Grimani, venezianischer Mäzen, Patriarch von Aquileia, Kardinalbischof von Albano, Frascati und Porto († 1523)
- 25. Mai: Zanobi Acciaioli, italienischer Dominikaner († 1519)
- 5. August: Alexander, polnischer Adliger, Großfürst von Litauen, König von Polen († 1506)
- 1. Oktober: Amalie von Brandenburg, deutsche Adlige, Herzogin von Zweibrücken und Veldenz († 1481)
- 16. Oktober: Ruprecht von Pfalz-Simmern, Bischof von Regensburg († 1507)
- 25. Dezember: Christina von Sachsen, Königin von Dänemark, Norwegen und Schweden († 1521)

### Genaues Geburtsdatum unbekannt
- Philipp Adler, Augsburger Kaufmann († 1532)
- Peter Babenberg, süddeutscher Adeliger, Abt des regulierten Chorherrenstifts Kreuzlingen, päpstlicher Exekutor († 1545)
- Antonia del Balzo, Gräfin von Sabbioneta († 1538)
- Cristoforo Caselli, italienischer Maler († 1521)
- Bohuslaus Lobkowicz von Hassenstein, böhmischer Adliger, Humanist, Staatsmann, Rechtsgelehrter, Dichter († 1510)
- Veit Hirschvogel, deutscher Glasmaler († 1526)
- Paolo Vitelli, italienischer Condottiere und Ritter, Herr von Montone († 1499)
- Ulrich Zasius, deutscher Jurist und Humanist († 1535)

### Geboren um 1461
- 1460/61: Elisabeth von Weida, Äbtissin des freien weltlichen Stiftes Gernrode und Frose († 1532)
- Maria Balšić, albanische Adlige († 1514)
- Bartolomeo Kolumbus, spanischer Seefahrer und Kosmograph († 1515)
- Pedro de Lerma, spanischer Theologe, Kanzler der Universität Alcalá († 1541)

## Gestorben

### Januar bis Juli
- 17. Januar: Kaspar Ayndorffer, deutscher Benediktiner und Abt des Klosters Tegernsee (* 1401)
- 2. Februar: Jean Germain, Bischof von Nevers und Bischof von Chalon-sur-Saône (* um 1400)

Owen Tudors Wappen

- 2./3. Februar: Owen Tudor, walisischer Adliger, Heerführer und Stammvater des Hauses Tudor (* um 1400)
- 17. Februar: John Grey of Groby, englischer Ritter (* um 1432)

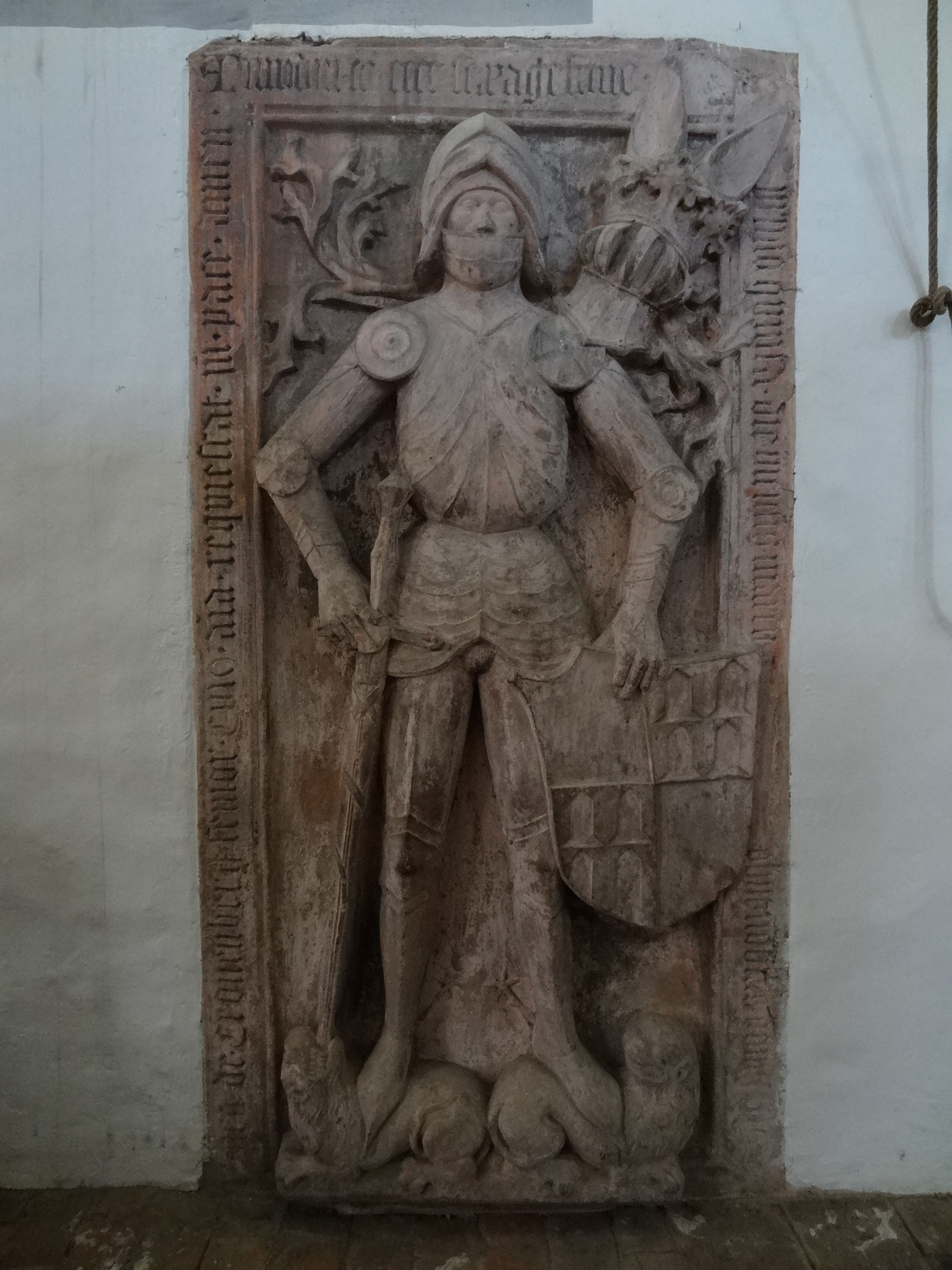
Grabplatte Frank XII. des Reichen

- 5. März: Frank XII. von Cronberg, deutscher Adeliger (* um 1397/1398)
- 20./27. März: Bertrand V. de La Tour, Seigneur de La Tour et de Montgascon, Graf von Auvergne und Boulogne
- 28. März: John Clifford, 9. Baron de Clifford, englischer Adliger und Militär (* 1435)
- 28. März: John Stafford, englischer Adliger, Jurist und Politiker (* um 1420)
- 29. März: Ralph Dacre, 1. Baron Dacre of Gilsland, englischer Adeliger (* um 1412)
- 29. März: Everard Digby, englischer Schildknappe (* um 1410)
- 8. April: Georg von Peuerbach, österreichischer Astronom (* 1423)
- 5. Juni: Stephan Krumenauer, deutscher Baumeister (* um 1400)
- 5. Juli: Otto I., deutscher Adliger, Herzog von Pfalz-Mosbach-Neumarkt (* 1390)
- 22. Juli: Karl VII., König von Frankreich (* 1403)

### August bis Dezember
- 17. August: Jacques de Milly, französischer Adliger, 37. Großmeister des Johanniterordens
- 23. September: Karl von Viana, französischer Adliger, Fürst von Viana (* 1421)
- 7. Oktober: Jean Poton de Xaintrailles, französischer Adliger, königlicher Vogt von Berry, Seneschall und Limousin, Marschall von Frankreich (* zwischen 1390 und 1400)

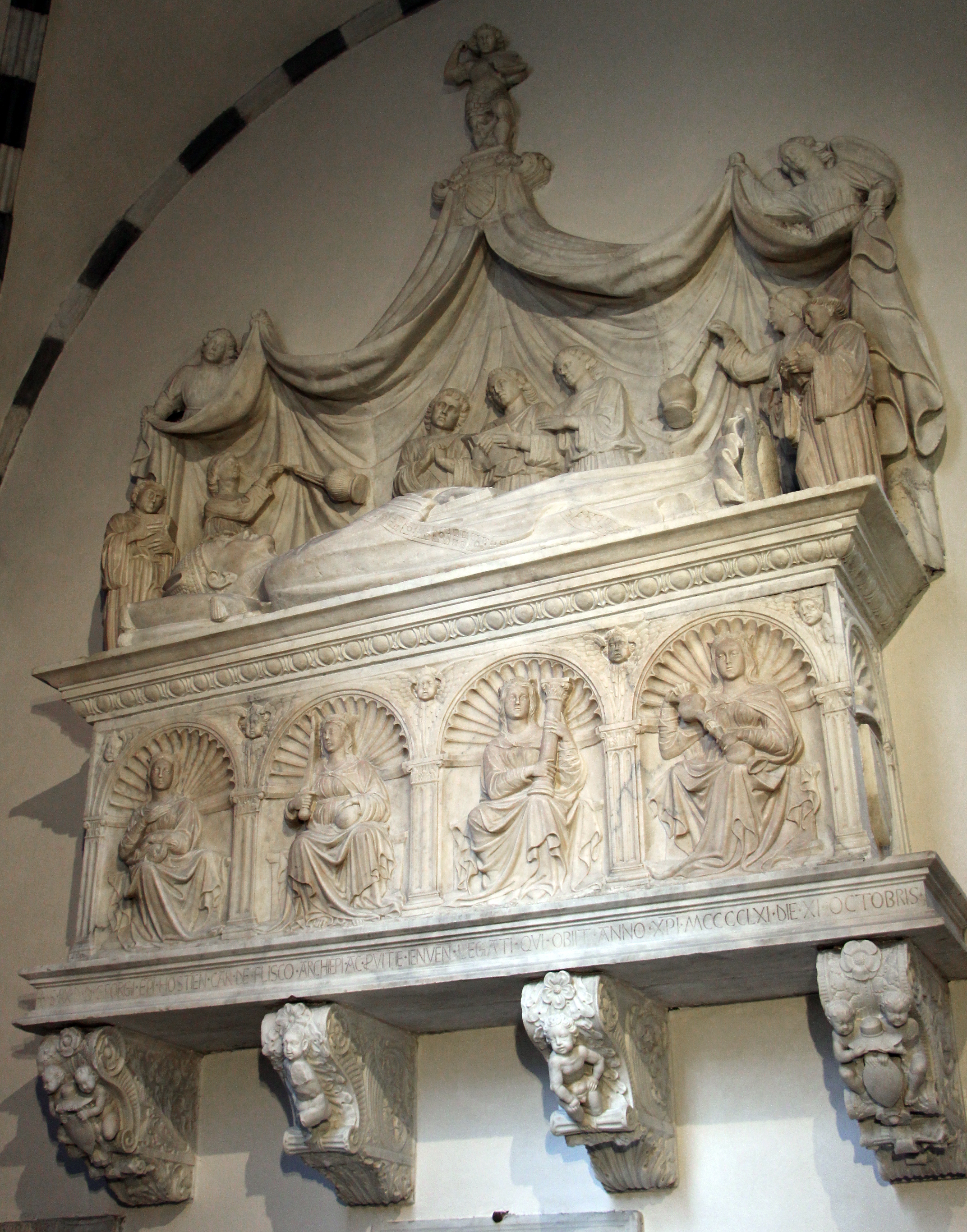
Hochgrab Giorgio Fieschi in der Kathedrale von Genua

- 11. Oktober: Giorgio Fieschi, italienischer Adeliger, Dekan und Kämmerer des Kardinalskollegiums, Kardinalbischof von Ostia und Velletri sowie von Palestrina, Erzbischof von Genua und Bischof von Mariana
- 3. November: Sigismund I. von Volkersdorf, Erzbischof von Salzburg (* um 1395)
- 4. oder 5. November: Georg von Saluzzo, Bischof von Aosta und Lausanne (* vor 1414)
- 6. November: John Mowbray, englischer Adliger, 3. Duke of Norfolk (* 1415)
- 15. November: Johann Lüneburg, deutscher Ratsherr, Bürgermeister der Hansestadt Lübeck (* um 1394)
- 31. Dezember (oder 1. Januar 1462): Siemowit VI., Herzog in Masowien, Fürst von Rawa, Płock, Bels, Płońsk, Zawkrze und Wizna, sowie in Gostynin (* 1446)

### Genaues Todesdatum unbekannt
- Hans Acker, deutscher Glasmaler (* um 1380)
- Alfons von Braganza, portugiesischer Adliger, Stammvater des Hauses Braganza, der späteren portugiesischen Königs- und brasilianischen Kaiserfamilie (* 1377)
- Reinhard von Dalwigk, deutscher Adliger, Ritter und Burgmann (* um 1400)
- Martin Le Franc, französischer Autor und Kleriker (* um 1410)
- Gerhard von der Mark zu Hamm, deutscher Adliger, Graf von der Mark (* um 1387)
- Jacomart, aragonesischer Maler (* um 1410)
- Sophie Holszańska, ruthenische Adlige, Großfürstin von Litauen und Königin von Polen (* 1405)
- Tanne Kankena, ostfriesischer Häuptling
- Markart Merklin, deutscher Ratsherr, Bürgermeister der Reichsstadt Heilbronn
- Jakoubek z Vřesovic, mährischer Adeliger, Heerführer und Diplomat

### Gestorben um 1461
- Domenico Veneziano, italienischer Maler (* um 1410)